# Церковь Святого Григория Просветителя (Норатус)
Церковь Святого Григория Просветителя (арм. Սուրբ Գրիգոր Լուսավորիչ եկեղեցի) — армянская апостольская церковь в древнем армянском селе Норатус, Гехаркуникского марза Армении.

## История
Церковь Сурб Григор Лусаворич расположена на южной окраине Норатуса. Церковь небольшая, имеет крестово-купольный вид. На восточной стене церкви имеется строительная надпись зодчего Геракла, в которой написано, что церковь воздвигнута в X веке. В XIII веке к церкви были пристроены две небольшие ризницы.